# 静息电位

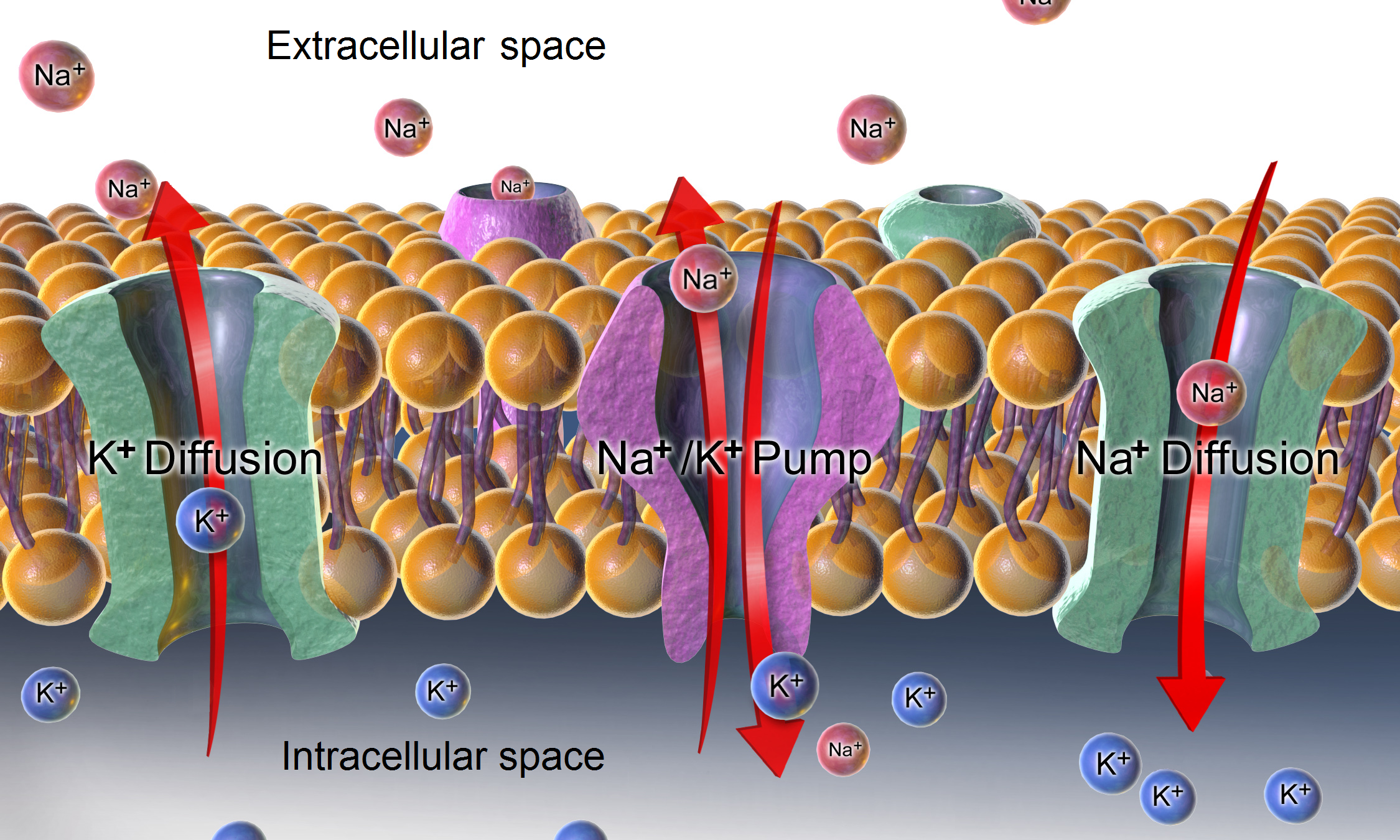
Na^{+}/ K^{+} - ATP酶以及相關離子擴散的影響是維持細胞膜靜息電位的主要機制。

静息电位，或称靜態電位、靜止電位、靜止膜電位、休息電位、休息膜電位(英文:resting potential)，是神經元处于相对靜止状态时，细胞膜内外存在的恒定电位差。其主要成因源於鈉鉀的活動。靜止膜電位的存在對於神經傳導而言，是非常重要的。
在神經細胞未受刺激的狀態，可想像為一個不會影響細胞的電壓器，將一端電極置於神經細胞膜內，一端置於神經細胞膜外，將可發現細胞膜內外存在一電位差，此電位差在人類神經細胞膜上約為−70 mV(負值代表細胞膜內之電位較膜外低)。
這是由於細胞膜的內外離子濃度分佈不均所導致的。眾離子中最主要影響的是鉀離子和鈉離子，且細胞膜上有多個鈉鉀幫浦
，它們會進行主動運輸，每次把三個鈉離子送到細胞外，把兩個鉀離子送入細胞內，過程中耗用了一個ATP。細胞膜上還有鈉離子通道和鉀離子通道，在細胞靜止的狀態下，鈉離子通道是完全關閉的，使鈉離子不能進出，而一些鉀離子通道卻會打開，因此若干鉀離子會擴散出細胞外。（此處是指主動離子通道，事實上細胞膜上存在一些被動離子通道，但影響不大。）總體而言，神經細胞內有很多的鉀離子，而細胞外有非常多的鈉離子加上一些鉀離子，造成外面的阳离子比內部的阳离子還要多，此即為產生靜止膜電位的主要原因。